# Seututie 846
Pour les articles homonymes, voir Route 846.
La route régionale 846 (finnois : Seututie 846) est une route régionale courte au centre de Kempele en Finlande,,.

## Présentation
La seututie 846 est une route régionale d'Ostrobotnie du Nord.
La route 846 et la yhdystie 18637 forment la route Ketolanperäntie qui relie le centre de Kempele à Murto dans la municipalité de Tyrnävä.